# Abdesselam Zaouche
Pour les articles homonymes, voir Famille Zaouche.
Abdessalem Zaouche ou Sallem Zaouche, né le 15 avril 1878 à La Marsa et mort en 1941 dans la même ville, est un général tunisien.
Fils du général Tahar Zaouche et frère d'Abdeljelil Zaouche, il effectue ses études au lycée Carnot de Tunis puis poursuit un cursus d'agriculture et d'horticulture, remportant à cette occasion des médailles à plusieurs concours agricoles.
Propriétaire terrien à La Marsa, il est également membre du bureau de la Société tunisienne d'horticulture et de la Société des amis des arbres. Auteur en 1911 d'une brochure intitulée La culture maraîchère, la culture fruitière et la floriculture chez les indigènes de Tunisie, il illustre la concurrence entre maraîchers locaux et siciliens. 
En parallèle, il s'engage dans les affaires publiques : il est membre du Cercle tunisien et conseiller municipal de La Marsa. Il est par ailleurs élevé au grade de colonel puis de commandant de l'armée tunisienne par Ahmed II Bey en 1929.

## Distinctions
- Officier du Nichan Iftikhar[1].